# Wahltinte

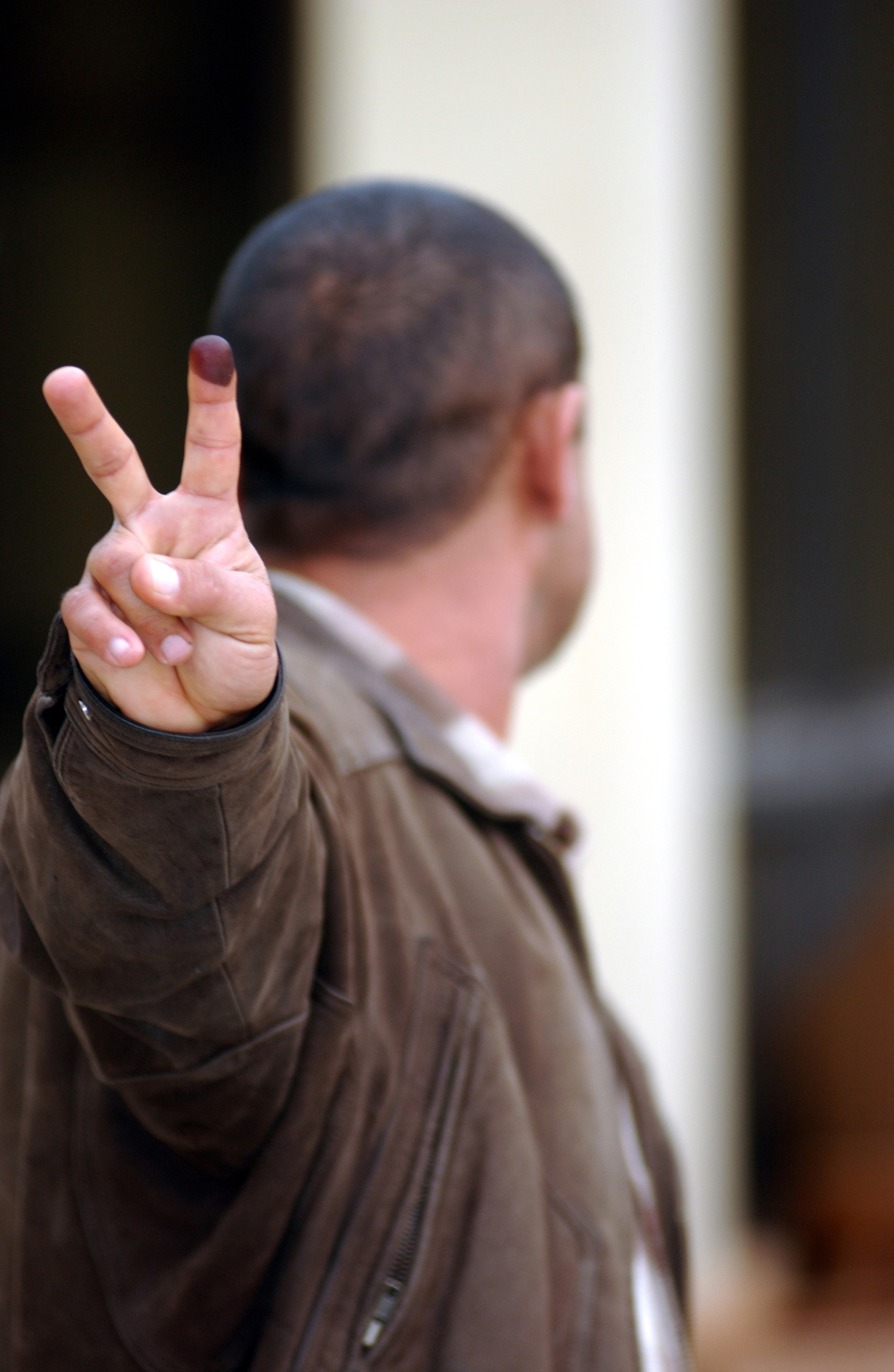
Anonymer Wähler zeigt gefärbten Finger während der Wahlen im Irak 2005.

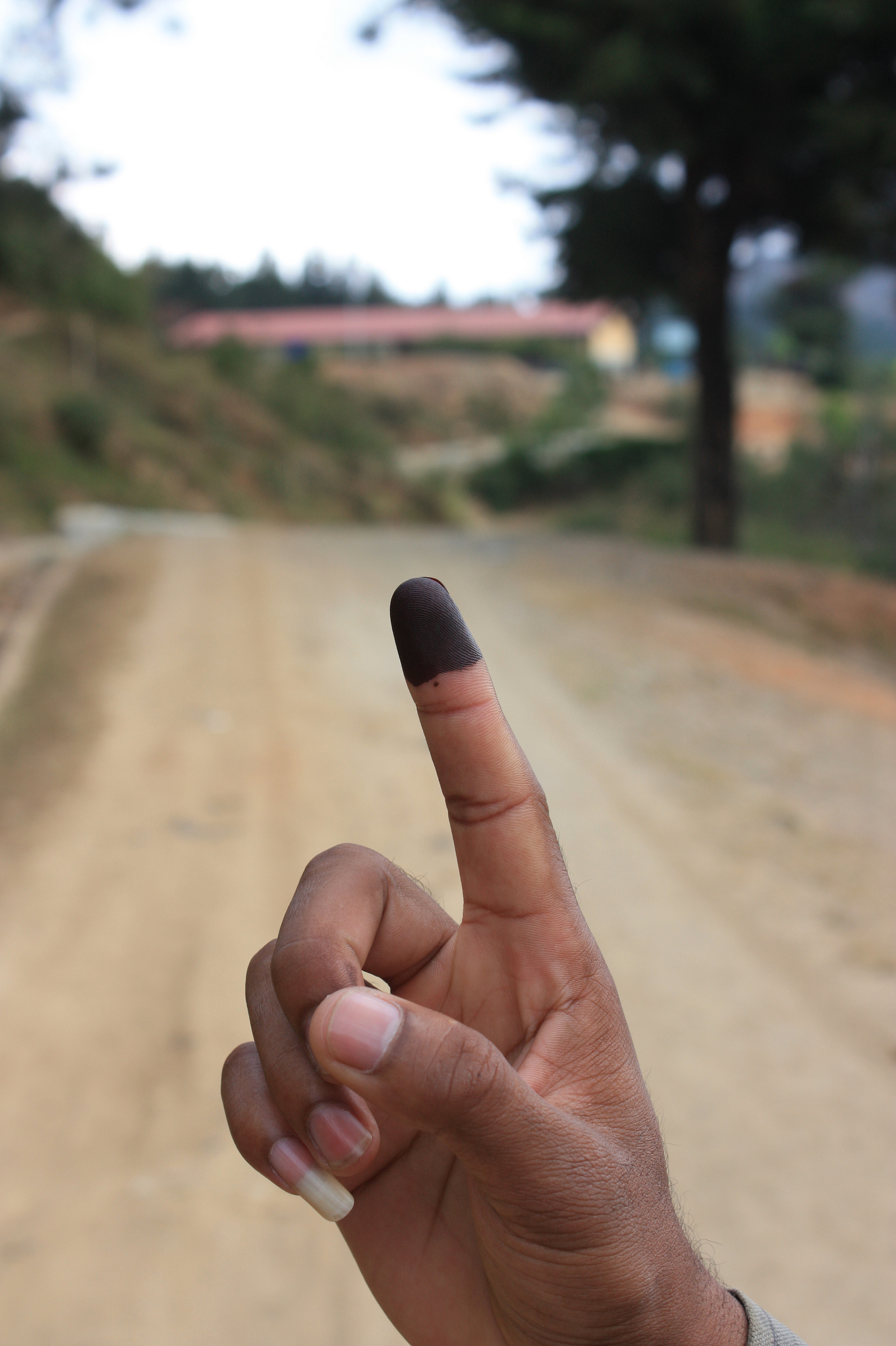
Wahltinte am Zeigefinger eines Wählers in Osttimor

Wahltinte, Wahlfleck oder phosphorhaltige Tinte wird typischerweise entweder als teilpermanente Tinte bzw. als Farbstoff auf den Zeigefinger von Wählern aufgebracht, um Wahlbetrug in Form von mehrfachem Wahlgang durch eine Person bei laufenden Wahlen vorzubeugen. Dies ist eine effektive Methode für Länder, in denen persönliche Dokumente nicht immer standardisiert oder institutionalisiert sind.

## Anwendung
Wahltinte ist eine Sicherheitsmaßnahme, um mehrfachem Wahlgang bei politischen Wahlen vorzubeugen. Die Tinte wird dabei in der Regel auf den Zeigefinger der linken oder rechten Hand aufgetragen, besonders auf die Nagelhaut, da sie von dort schwerer zu entfernen ist. Das Auftragen der Tinte kann je nach Umständen, Vorliebe und Priorität auf verschiedene Weisen vorgenommen werden. Die häufigsten Methoden sind das Eintauchen des Fingers in ein Fläschchen mit Schwammeinlagen, Fläschchen mit Bürstenaufsatz, Sprühfläschchen und Permanentmarker. Bei all diesen Methoden sollte vor dem ersten Abtupfen eine Trockenzeit zwischen 15 und 30 Sekunden sowie eine Lichttrocknung beachtet werden, um die gewünschte Haltbarkeit herzustellen.

## Zusammensetzung
Wahltinte enthält typischerweise einen Farbstoff für einfaches, sofortiges Erkennen und Silbernitrat, das die Sichtbarkeit auch in ultraviolettem Licht sicherstellt. Damit hinterlässt die Tinte eine fast unmöglich zu entfernende Spur, die nur durch den Abfall alter und das Wachstum neuer äußerer Hautzellen langsam verschwindet. Industrielle Standard-Wahltinte besteht zu 10 %, 14 % oder 18 % aus Silbernitrat, je nachdem wie lange die Haltbarkeit gewünscht ist. Dabei enthält wasserbasierte Wahltinte mitunter noch ein Lösungsmittel wie Alkohol, um die Trocknungszeit zu verringern, speziell bei Eintauchfläschchen, in denen sich zusätzlich auch noch ein Biozid zur Vorbeugung bakterieller Verschmutzung befindet.

## Haltbarkeit
Wahltinte bleibt auf der Haut üblicherweise zwischen 72 und 96 Stunden sichtbar und auf dem Fingernagel bzw. der Nagelhaut etwa 2 bis 4 Wochen. Die verwendete Wahltinte in Indien markiert den Wähler direkt auf der Nagelhaut des Zeigefingers, wodurch ein vollständiges Verschwinden der Tinte erst mit dem Nachwachsen des Nagels abgeschlossen ist. Dies kann bis zu vier Monate dauern. Eine höhere Silbernitratkonzentration als 18 % in der Tinte hat keinen Einfluss mehr auf die Dauer der Haltbarkeit, denn auch stärkere Silbernitratlösungen bewirken keine photosensible Reaktion bei lebenden Hautzellen. Die Farbe lässt in dem Ausmaß nach wie neue Zellen nachwachsen. Silbernitrat ist ein Reizstoff und ab einer Konzentration von 25 % auch gesundheitsschädlich.

## Farben
Wahltinte ist traditionell violett, bevor die photosensitiven Effekte auftreten und einen schwarzen oder braunen Rückstand hinterlassen. Bei der Parlamentswahl in Suriname 2005 hat die Farbe Orange das Violett ersetzt, da es ebenso lange haltbar war und bei den Wählern besser aufgenommen wurde, da es die Nationalfarben repräsentiert. In einigen Ländern färben Frauen ihre Finger aus kosmetischen Gründen violett, weshalb dort eine andere Farbe verwendet wird, um die Unterschiede deutlicher hervorzuheben und ein ungerechtfertigtes Wahlverbot zu vermeiden.
Statt farbiger Wahltinte wird gelegentlich auch Tinte verwendet, die mit bloßem Auge nicht erkennbar ist, sondern nur unter ultraviolettem Licht. Dadurch ist es schwieriger, sie zu entfernen und Wahlbetrug zu begehen.

## Effizienz
Permanentmarker sind die effektivste Verwendung für Wahltinte. Mit 5-ml-Stiften kann man ca. 600 Menschen markieren, während man mit den oft bevorzugten Eintauchfläschchen in einer Größe von 100 ml nur ca. 1000 Menschen markieren kann. Diese Bevorzugung hängt auch mit den Kult gewordenen Bildern der Wahlen im Irak und in Afghanistan Anfang des 21. Jhds. zusammen, wo unzählige Wähler ihre gefärbten Finger in die Kameras hielten. In Tinte eingetauchte Finger hinterlassen einen eindrücklicheren und etwas langlebigeren (abhängig von der Silbernitratkonzentration) Eindruck als Permanentmarker. Diese sind jedoch wesentlich günstiger einzukaufen und einfacher zu transportieren, was die Kosten für die Wahlorganisation erheblich reduziert, insbesondere wenn die Haltbarkeit nur für 3 bis 5 Tage gesichert sein muss. Permanentmarker hinterlassen außerdem einen wesentlich kleineren Rückstand, was die Methode für viele Wähler akzeptabler macht.

## Debatte
Kritiker merken an, dass man diese Sicherheitsmaßnahme ganz einfach dadurch umgehen könne, dass man sich den Finger zuvor mit einer dünnen, durchsichtigen Kleberschicht umhüllt. Dadurch würde die Tinte lediglich vom Kleber absorbiert und der Weg für einen zweiten Wahlgang stünde somit offen.
Bei den afghanischen Parlamentswahlen 2004 wurden Vorwürfe laut, es werde Tinte verwendet, die allzu leicht abwaschbar sei. Die Wahlbeauftragten hatten sich dabei für den Permanentmarker entschieden; dabei wurden auch normale Marker an einige Wahllokale ausgesandt, was zu Verwirrungen geführt hat und einige Wähler mit weniger permanenter Markierung zurückließ. Nach den Präsidentschaftswahlen 2009  wurden in der Provinz Kandahar mindestens zwei Menschen, die an der Wahl teilgenommen hatten, von den Taliban Finger abgeschnitten. Sie waren aufgrund der Wahltinte leicht als Wähler zu identifizieren.
Nichtwähler, die keine gefärbten Finger hatten, waren während der Präsidentschaftswahl in Simbabwe 2008 das Ziel von Gewalt durch von der Regierung bezahlte Gruppen.
Bei den Parlamentswahlen in Malaysia 2008 zogen die Wahlbeauftragten nur eine Woche vor den Wahlen die Verwendung von Tinte mit der Begründung wieder zurück, diese würde die Menschen vom Wählen abhalten, selbst wenn sie schon früher einmal gewählt hätten. Zusätzlich zitierte das Wahlbüro Berichte, nach denen Tinte nach Perlis, Kedah und Kelantan geschmuggelt worden war, um dort die Menschen gegen ihren Willen zu markieren und so ihren Wahlgang zu verhindern. Bei den Parlamentswahlen 2013 wurde Wahltinte schließlich in Malaysia erstmals eingesetzt. Zahlreiche Wähler wiesen darauf hin, dass die Tinte leicht unter fließendem Wasser abzuwaschen sei, trotz der Versicherung durch die Wahlkommission von Malaysia, dass dies nicht möglich sei.

## Internationale Verwendung
Wahltinte wird in über 100 Ländern verwendet. Darunter sind folgende Länder:
| - Ägypten - Afghanistan - Algerien - Bangladesch - Benin - Burkina Faso - Gambia - Indien - Indonesien - Irak - Jordanien | - Demokratische Republik Kongo - Kenia - Libanon - Malaysia - Mauretanien - Mexiko - Nicaragua - Pakistan | - Peru - Philippinen - Simbabwe - Sri Lanka - Südafrika - Suriname - Tunesien - Uganda - USA - Venezuela |